# Fehér János (pap)
Fehér János (Győr, 1823. október 6. – Naszvad, 1887. október 18.) katolikus pap.

## Élete
Bölcseleti és hittudományi tanulmányait Nagyszombatban végezte. 1847. április 6.-án fölszenteltetett; segédlelkész volt Ipolyságon, 1849-ben Zselizen, 1851-ben Komáromban, majd Gután. 1862. február 26.-án adminisztrátor, majd plébános Keszegfalván; 1881. július 7.-től adminisztrátor, szeptember 11.-től plébános Naszvadon.

## Művei
A nagyszombati papnövendékek magyar egyesülete irod. iskolájának buzgó tagja volt; ez időben (1846.) irta: Ő emja. a hercegprimás nevenapjára (40 forinttal jutalmazva); Szemes György nevenapjára (egy arannyal jutalmazva.)